# Golden Plains Shire
Koordinaten: 38° 3′ S, 144° 10′ O

Das Golden Plains Shire ist ein lokales Verwaltungsgebiet (LGA) im australischen Bundesstaat Victoria. Das Gebiet ist 2703,4 km² groß und hat etwa 22.000 Einwohner.
Golden Plains liegt in der Südhälfte Victorias etwa 90 km westlich der Hauptstadt Melbourne zwischen Geelong und Ballarat und schließt folgende Ortschaften ein: Haddon, Mannibadar, Gheringhap, Linton, Enfield, Rokewood, Meredith, Maude, Shelford, Bannockburn und Inverleigh. Der Sitz des City Councils befindet sich in Bannockburn im Südosten der LGA, einer Kleinstadt mit etwa 5000 Einwohnern.
In der Goldgräberzeit im 19. Jahrhundert war das Gebiet vor allem Durchgangsstation zwischen den Goldfeldern um Ballarat und den der Hafenstadt Geelong. Ansonsten ist das Shire eine Landwirtschaftsregion mit vorwiegend Vieh- und Geflügelzucht und Getreideanbau.

## Verwaltung
Der Golden Plains Shire Council hat neun Mitglieder, die von den Bewohnern der neun Ridings gewählt werden. Diese neun Bezirke sind Bannockburn, Break-O-Day, Forest, Haddon, Ranges, Rivers, Ross Creek, Valley und Woady Yaloak. Aus dem Kreis der Councillor rekrutiert sich auch der Mayor (Bürgermeister) des Councils.